# Ragga
Ragga, zwane również Raggamuffin – styl w muzyce jamajskiej wywodzący się z gatunków reggae i dancehall, którego podstawą są elektroniczne brzmienia. 
Granice pomiędzy tymi nurtami muzycznymi są bardzo znikome i coraz częściej się przenikają. Ragga powstało na Jamajce w latach 80. XX wieku. Zapoczątkowane zostało przez Jamajczyków pochodzących z niskich warstw społecznych (nazwa gatunku pochodzi właśnie od angielskiego słowa ragamuffin, oznaczającego „obdartus, włóczęga”). Utwory ragga posiadają zazwyczaj mocny przekaz, który często jest jawną krytyką polityki, rządu, braku tolerancji oraz wszelkich wydarzeń godnych potępienia („conscious ragga”). Wokal jest agresywny, szybki i wyrazisty, rytm utrzymywany jest w szybszym tempie.
Nie należy mylić ragga z gatunkiem muzyki indyjskiej znanym jako raga.